# Берест (гора)
Берест — гора, высотой 942 метра, расположена в Западных Бещадах в пряди гор Высокий Дил, на территории Польши, недалеко от границы со Словакией и Украиной. Занимает 23 место среди самых высоких гор в Подкарпатском воеводстве.
Гора Берест находится в главном хребте пряди Высокий Дил, в его восточной части, на север от дороги Команча — Цисна, выше поселка Зубряче. Южные склоны горы спускаются в долину реки Солинкы и железнодорожного пути Воля Михов — Майдан — Прислип.
Высокий Дил исторически был пределом по которой проходил раздел этнографических территорий расселения русинских групп лемков и бойков. До 1946 года на этих территориях русины составляли большинство населения, однако во время «Операции Висла» их выселили в Польшу.
К западу от горы находится Фелишовка (1006 м над уровнем моря), а на востоке гора Осина (963 м).
Гора Берест покрыта лесом.